# مضيق مادورا

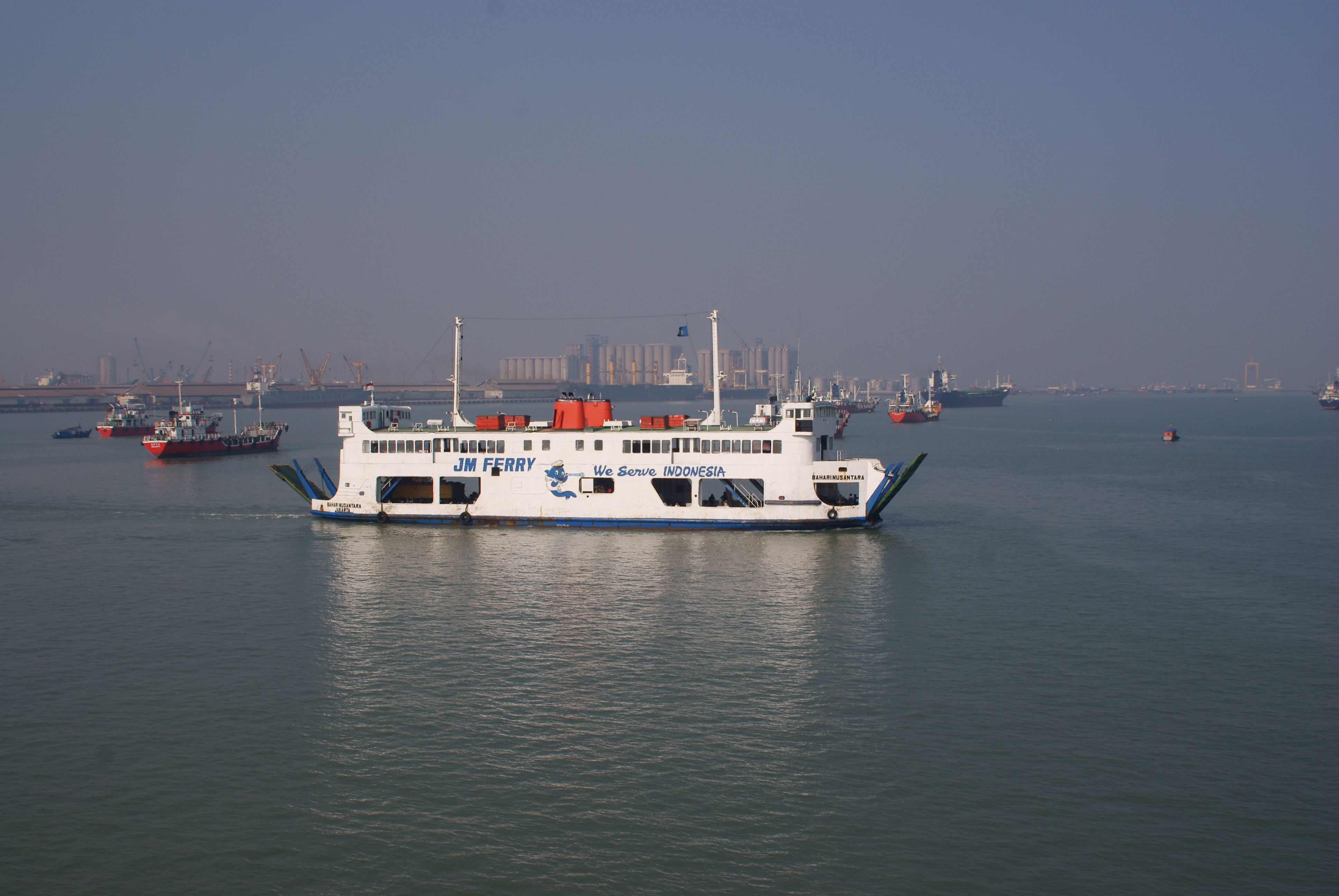
صورة للمضيق

مضيق مادورا مضيق ضيق يقع بين جزيرتي جاوة وجزيرة مادورا في مقاطعة جاوة الشرقية في إندونيسيا، وعلى مقربة من المضيق تقع جزر تقع جزر كامبينغ، جليراجا، جنتنغ، وكيتابانج، ويمر من المضيق جسر سورامادو، الأطول في إندونيسيا.